# 勒斯劳
勒斯劳是德国巴伐利亚州的一个市镇。总面积29.84平方公里，总人口2268人，其中男性1114人，女性1154人（2011年12月31日），人口密度76人/平方公里。